# Парк ангелов
Парк ангелов — сквер городского значения с архитектурным ансамблем в Кемерове, Россия. Был сооружён по проекту американского ландшафтного дизайнера Джона Вайдмана в память о погибших в результате пожара в торгово-развлекательном комплексе «Зимняя вишня» 25 марта 2018 года. Сквер получил название по результатам открытого интернет-голосования, которое продолжалось несколько месяцев. Все работы осуществились за счёт благотворительных средств. Официально открыт 15 сентября 2019 года.

## Расположение
Парк располагается на месте сгоревшего в 2018 году торгово-развлекательного комплекса «Зимняя вишня». Рядом расположена остановка общественного транспорта, ранее носившая название «Швейная фабрика», а накануне открытия сквера переименованная в «Парк ангелов».

## История
В мае 2018 года исполняющий обязанности губернатора Кемеровской области Сергей Цивилёв на своей странице в «ВКонтакте» заявил о скором сносе сгоревшего центра и отметил, что до 1 сентября все демонтажные работы будут завершены, а на месте развлекательного комплекса будет обустроен сквер. Но на следующий день публикация была удалена, а через три дня работы по демонтажу были приостановлены, так как здание сгоревшего комплекса находилось под арестом.
5 марта 2019 года начались работы по подготовке территории для создания сквера памяти и проектных изысканий. По словам автора Джона Вайдмана при разработке проекта были учтены пожелания родственников погибших — одни из них хотели, чтобы это было местом памяти, а другие — чтобы сквер был приспособлен для семейного отдыха.
21 августа возле места, где располагался торговый центр был установлен памятный камень. Ранее на этом месте находился стихийный мемориал, куда жители приносили цветы и игрушки в память о погибших.
«На этом месте после пожара в торгово-развлекательном центре „Зимняя вишня“ состоялось стихийное возложение цветов и детских игрушек. 25 марта 2018 года пожар унес жизни 37 детей и 23 взрослых»
Открытие парка переносили несколько раз. Сначала с 20 августа на 1 сентября, а затем на 15 сентября.

## Описание

### Инфраструктура
Сквер разделён стеной с водопадом на две части. На одной из них находятся лужайки, прогулочные дорожки и газоны, декорированные природным камнем. Всего уложено 7 тыс. тонн натурального камня, притом самый тяжёлый из них весит 15 тонн. В этой же части установлены светомузыкальная башня, ротонда и другие объекты. Во второй части всё предназначено для активного отдыха детей. Здесь располагается детская площадка, фонтан-шутиха для малышей и амфитеатр для отдыха взрослых. Также есть детские горки, качели и фонтан с возможностью имитировать туман.
Внутри ротонды находится мелодический лепестковый барабан, на котором вырезаны имена и фамилии погибших при трагедии.
По периметру парка и внутри него установлены колонны, в которые вмонтированы аудиоколонки, а также камеры видеонаблюдения. На всей территории установлено самое современное звуковое оборудование.
Также в сквере находится башня, которая символизирует Кузнецкую крепость, с которой началась история Кузбасса. Внутри неё располагается смотровая площадка (недоступна для посещения), с которой открывается вид на весь парк.
В парке была построена часовня, внутри которой есть имена всех погибших во время трагедии. При создании часовни и ротонды использовали медь, которая со временем поменяет свой оттенок и создаст эффект старины.

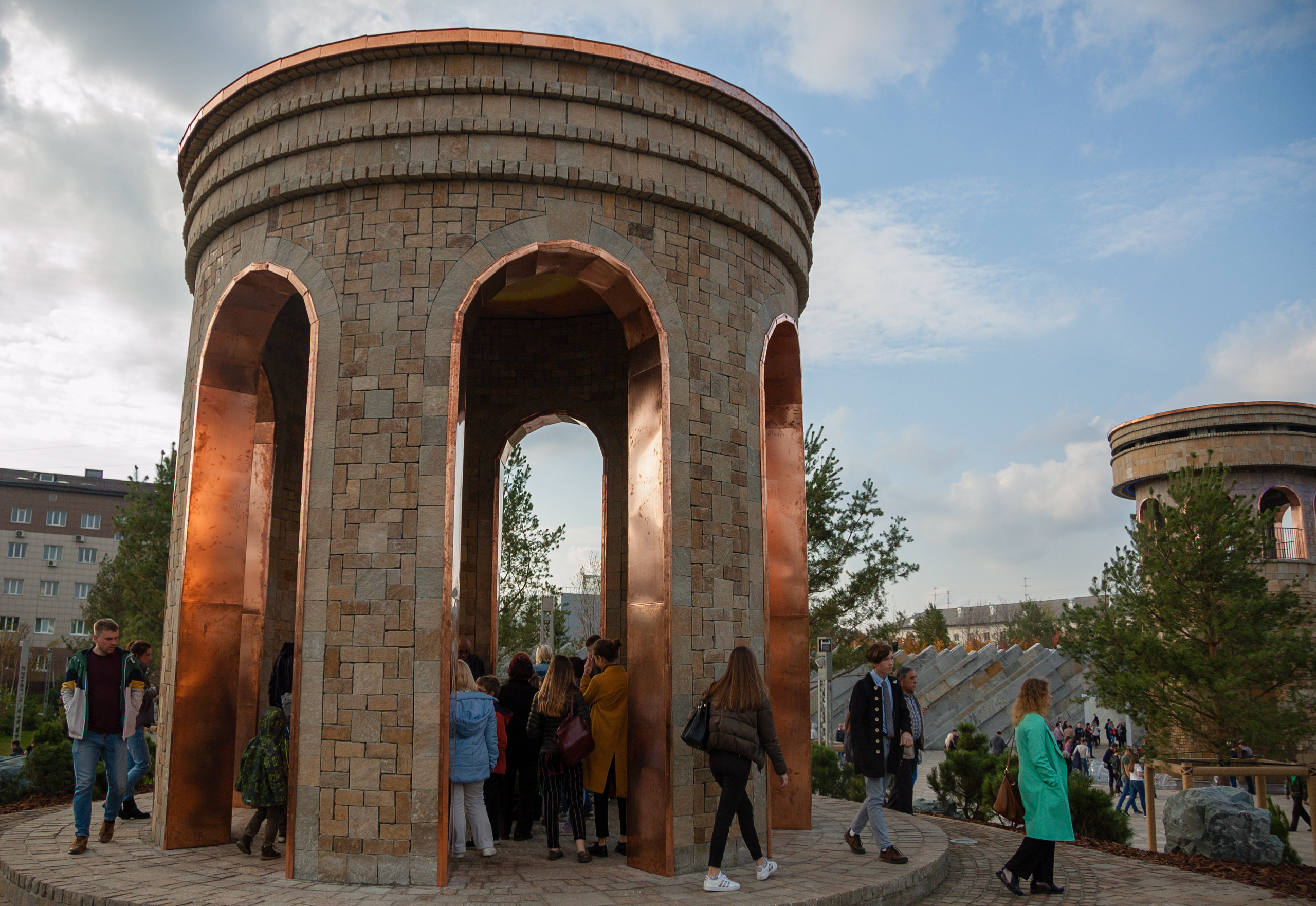
Ротонда
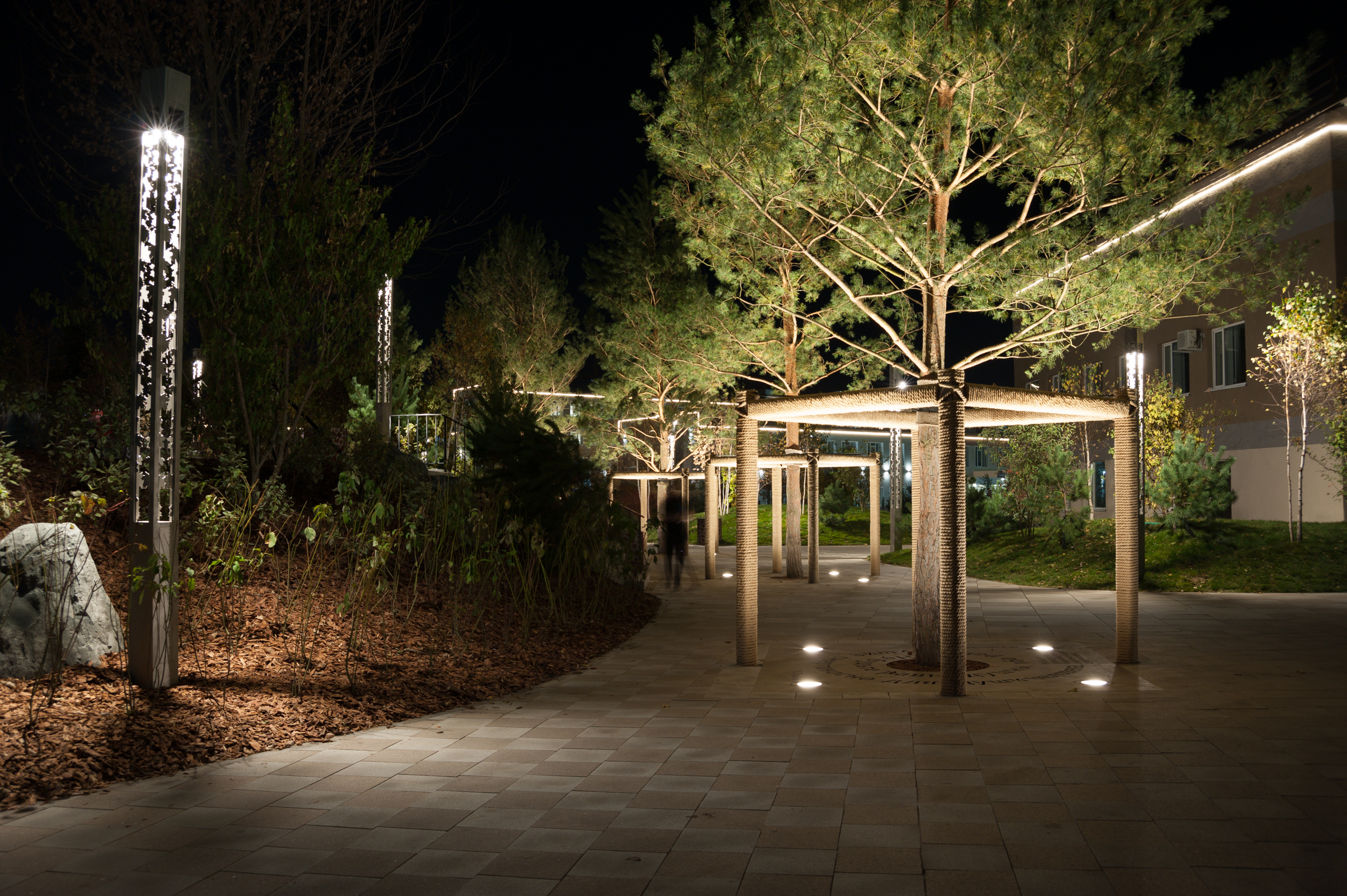
Памятные сосны
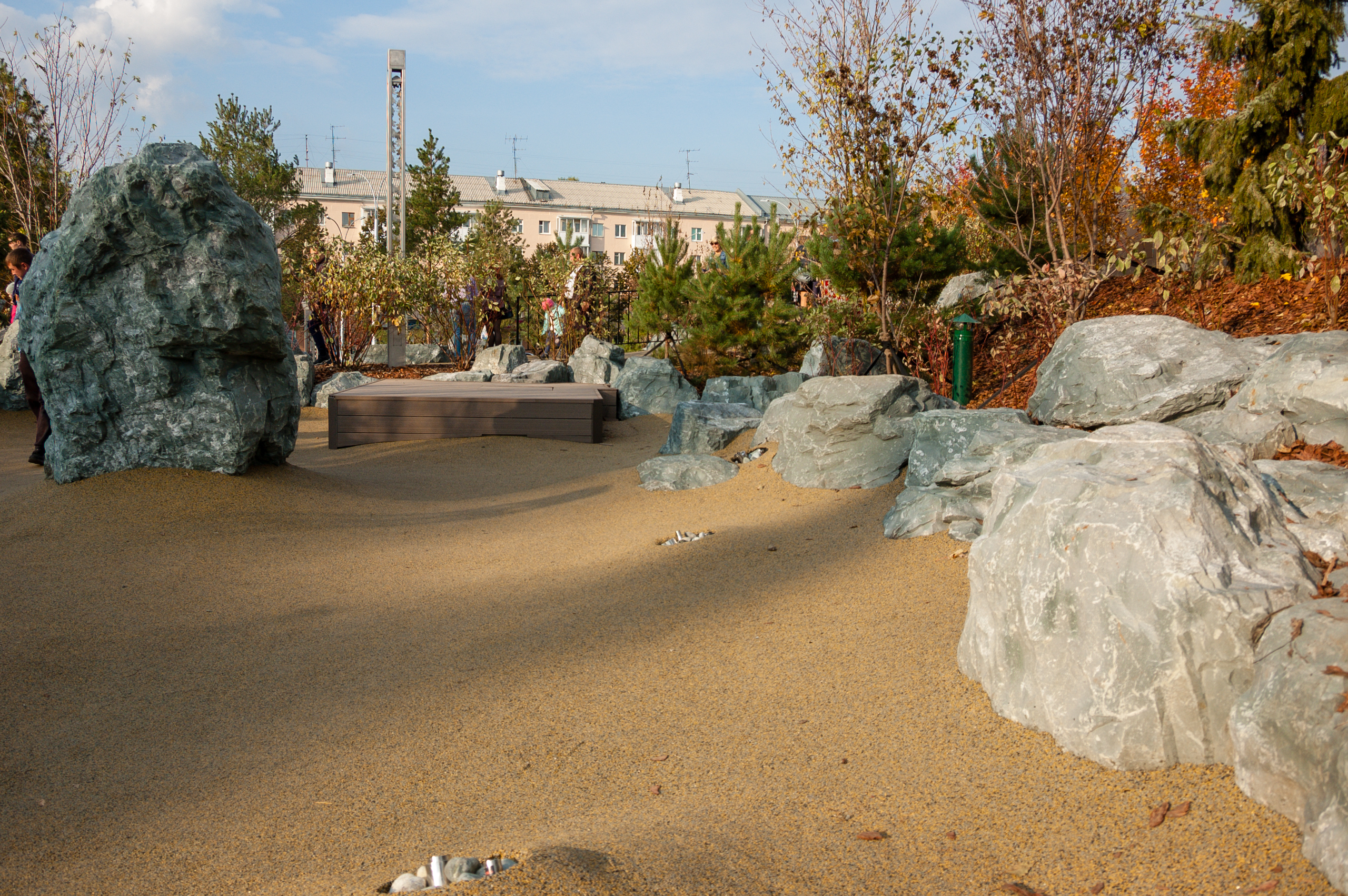
Фонтан
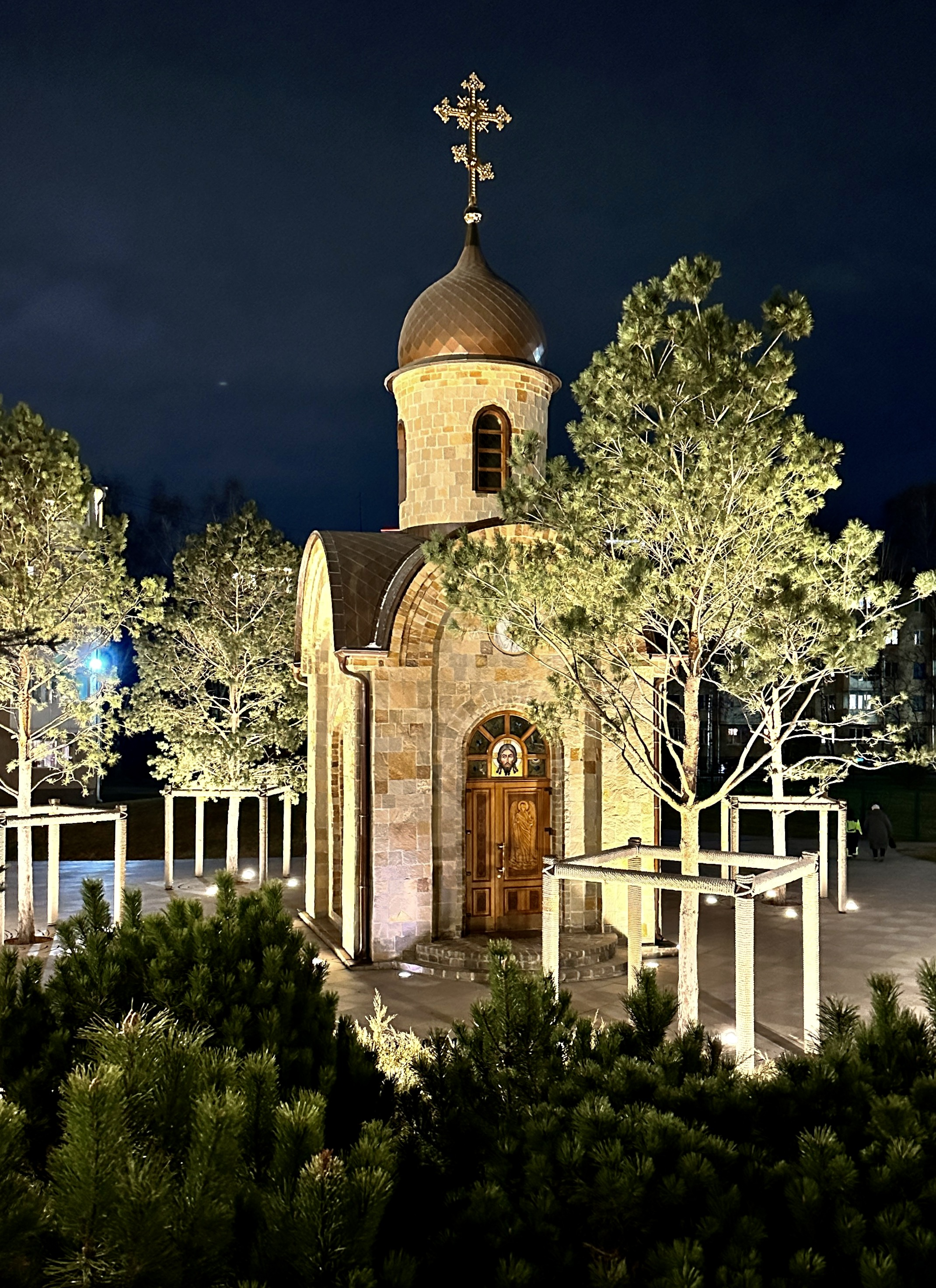
Часовня в честь иконы Божией Матери
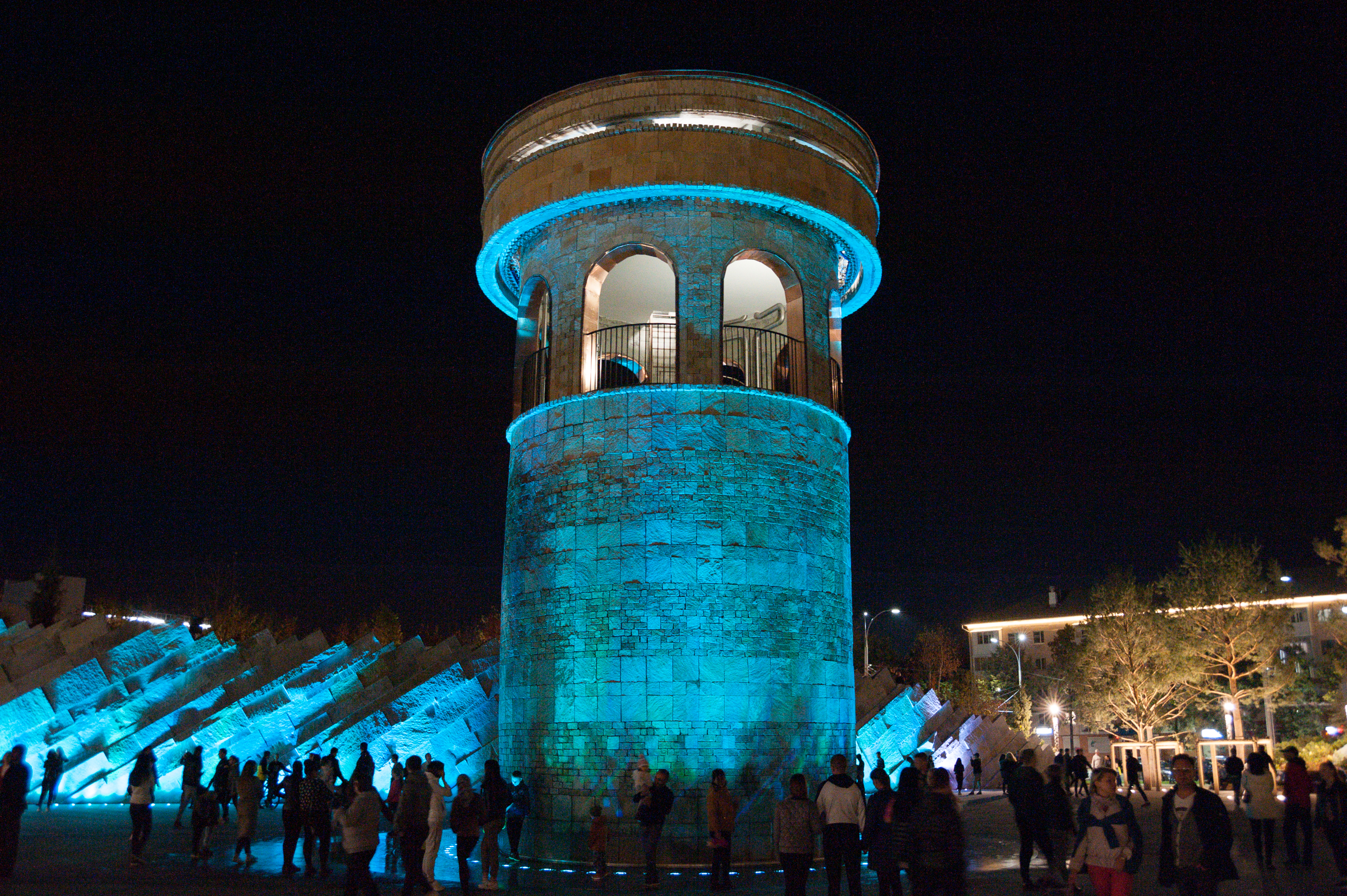
Башня

### Флора
В парке были посажены 60 сосен в память о 60 погибших в пожаре. Деревья установлены в специальных металлических ограждениях-растяжках и обмотаны канатом для безопасности детей. Для этого было использовано 22 километра каната. Когда деревья приживутся, их объединят, закрепив на них гамаки.